# Tramway d'Aix-les-Bains
Le tramway d'Aix-les-Bains était un réseau de quatre lignes de tramways construites à voie métrique qui desservaient la ville savoyarde d'Aix-les-Bains de 1896 à 1908.
Il est donc un lointain ancêtre du service de transport en commun de la Communauté d'agglomération du Lac du Bourget, nommé Ondéa.

## Histoire
Par un décret du 11 mars 1895, Messieurs MM. Bastin et Grosset obtiennent la concession pour soixante-quinze ans d'un réseau de quatre lignes de tramway sur le territoire des communes d'Aix-les-Bains et de Grésy-sur-Aix, à traction à air comprimé, destiné au transport des voyageurs et de leurs bagages. Conformément à la réglementation, les bénéficiaires créent la Compagnie des tramways-d'Aix-les-Bains pour construire et exploiter le réseau.
Le réseau fut mis en service en avril 1897. Victime notamment d'une réglementation trop restrictive, qui interdisait par exemple au tramway de desservir la gare d'Aix-les-Bains-Le Revard afin de ne pas concurrencer les services de fiacres et d'une technologie peu efficace, sans possibilité de passer à la traction électrique, l'exploitation cessa fin 1908[C'est-à-dire ?].
La compagnie fit faillite en 1914, et le dépôt fut vendu en 1924 à la société anonyme de Publicité Boreau.

## Infrastructure

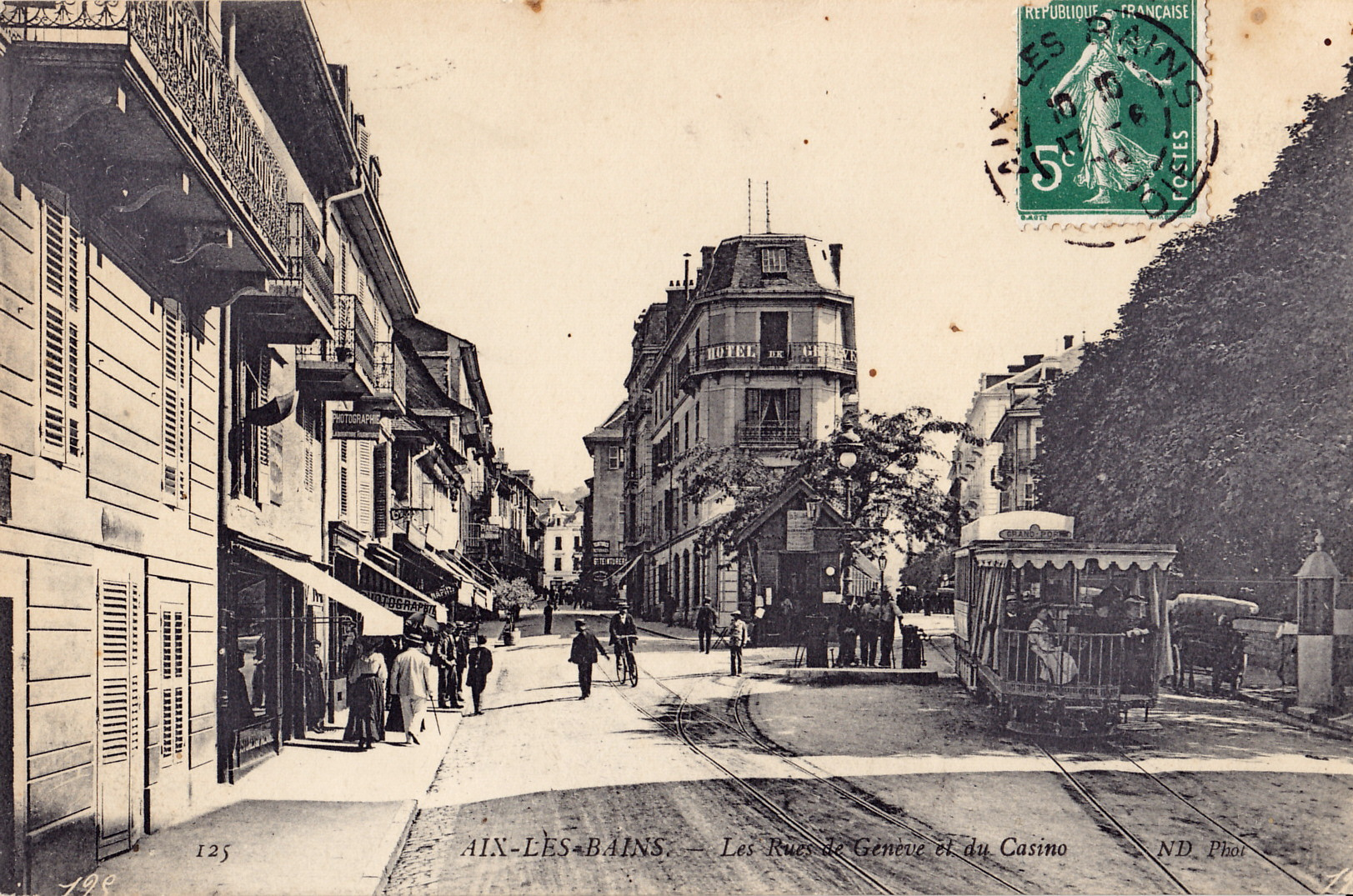
Le carrefour des rues de Genève et du Casino, cœur du réseau

Le réseau était constitué de quatre lignes :
- Place de Genève - Port-Puer (Le Grand Port)
- Place de Genève - Grésy-Cascade
- Place de Genève - Port-de-Cornin (Petit Port)
- Place du Revard - Marlioz

Elles étaient à voie unique, et les croisements se faisaient à des évitements, le plus souvent mal placés et gênant l'exploitation.
À la jonction des rues de Genève et du Casino se trouvaient trois voies de garage, des plaques tournantes et des postes de chargement d'air comprimé. Le dépôt était lui situé 63 avenue de Saint-Simon, sur un terrain acquis par la compagnie en 1896 auprès de la famille Bertier. Il comportait un bâtiment administratif et une grande halle abritant à la fois le dépôt pour les tramways et l'usine à air comprimé.

## Exploitation
Le matériel roulant du tramway était constitué de 10 voitures à air comprimé, système Mékarski, comparables à celles utilisées sur l'ancien tramway de Nantes, et quatre remorques.
Le service n'était assuré qu'à la belle saison, du 15 avril au 15 octobre, et le cahier des charges de la concession n'imposait qu'une desserte très faible : 3 aller-retour journaliers sur la ligne de Port-Puer, deux sur les lignes de Marlioz et de Grésy, et un seul sur la ligne de Port-de-Cornin.

## Vestiges et matériels préservés
Le dépôt, racheté par la Ville en 1950, servit jusqu'en 2005 d'ateliers municipaux, avant d'être vendu à un promoteur immobilier qui y réalise des immeubles de logements,.